# Château de Cortils

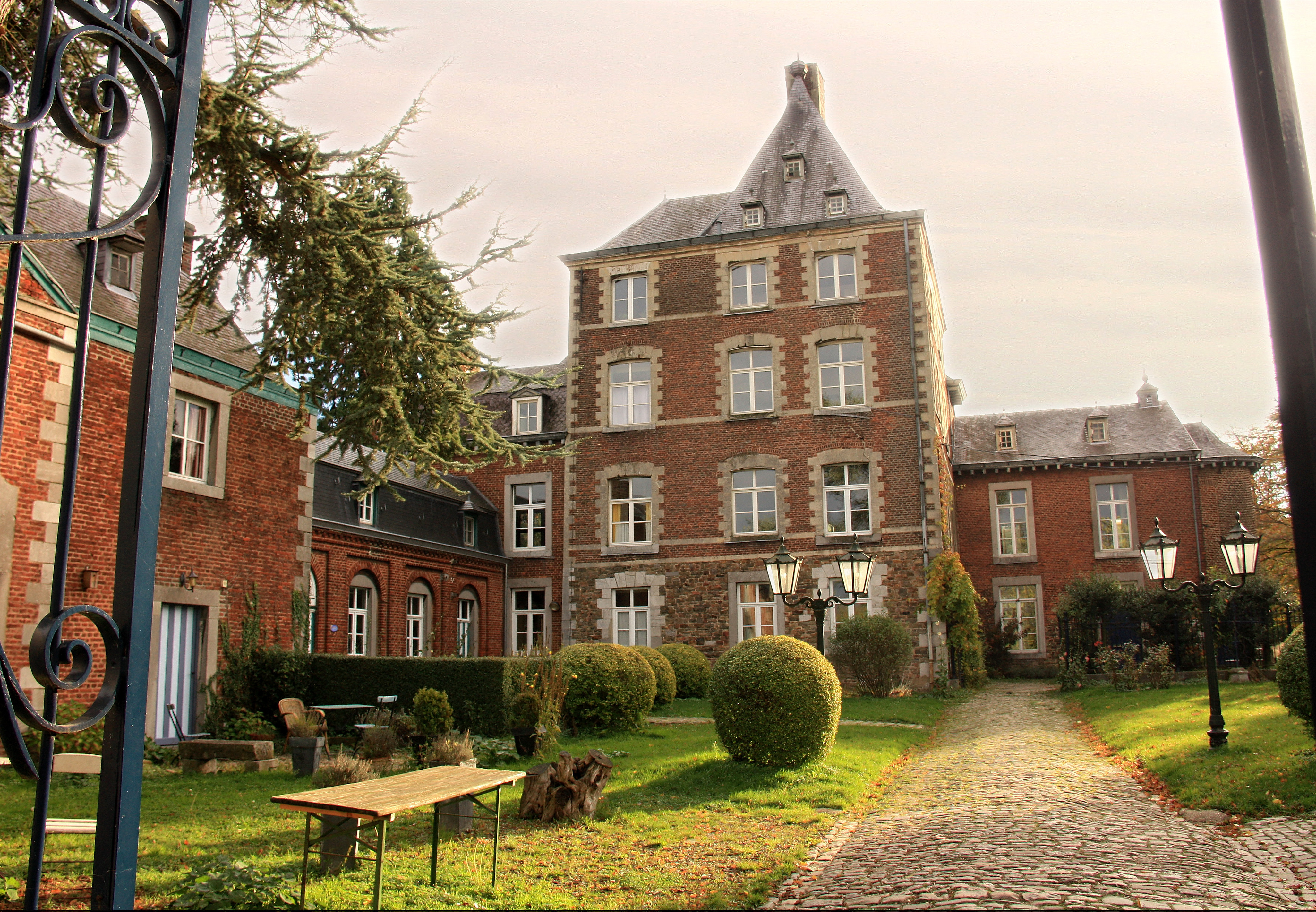
Environs du bâtiment principal

Le château de Cortils est un château situé au sein du hameau de Cortils dans le village de Mortier de la commune belge de Blegny. Il est situé dans la vallée du ruisseau de Loneu, à proximité de la commune de Saint-André.

## Bâtiment
Le château se compose d'un ensemble de bâtiments imposants dont le corps principal s'élève sur quatre étages et se coiffe d'un toit élevé surmonté d'une cheminée encore plus haute. Ce bâtiment principal, datant d'environ 1700, est construit en briques, avec des encadrements, des chaînages d'angle et des bandeaux horizontaux en pierre de tuf marquant les étages. Le premier étage et une partie du deuxième étage sont quant à eux construits en blocs de pierre naturelle.
À l'arrière du corps principal se trouve une terrasse, à droite une chapelle et à gauche une tour carrée. 
Sur la façade avant du château, une aile se termine par un porche d'entrée datant de 1853, donnant accès à la cour intérieure de la ferme adjacente. Autour de cette cour se regroupent trois bâtiments datant en partie du XVIIIe et du XIXe siècle.
Au sud du château s'étendent des jardins agrémentés de pavillons, de serres et d'autres structures décoratives. Un étang complète le tableau à l'est du château.

## Aujourd'hui
Aujourd'hui, le château est une maison d'hôtes.